# 教育の自由
教育の自由（きょういくのじゆう）とは、学校設置と教育内容の決定が国家に独占されることなく国民個人の自由に委ねられていることを意味する。

## 概要

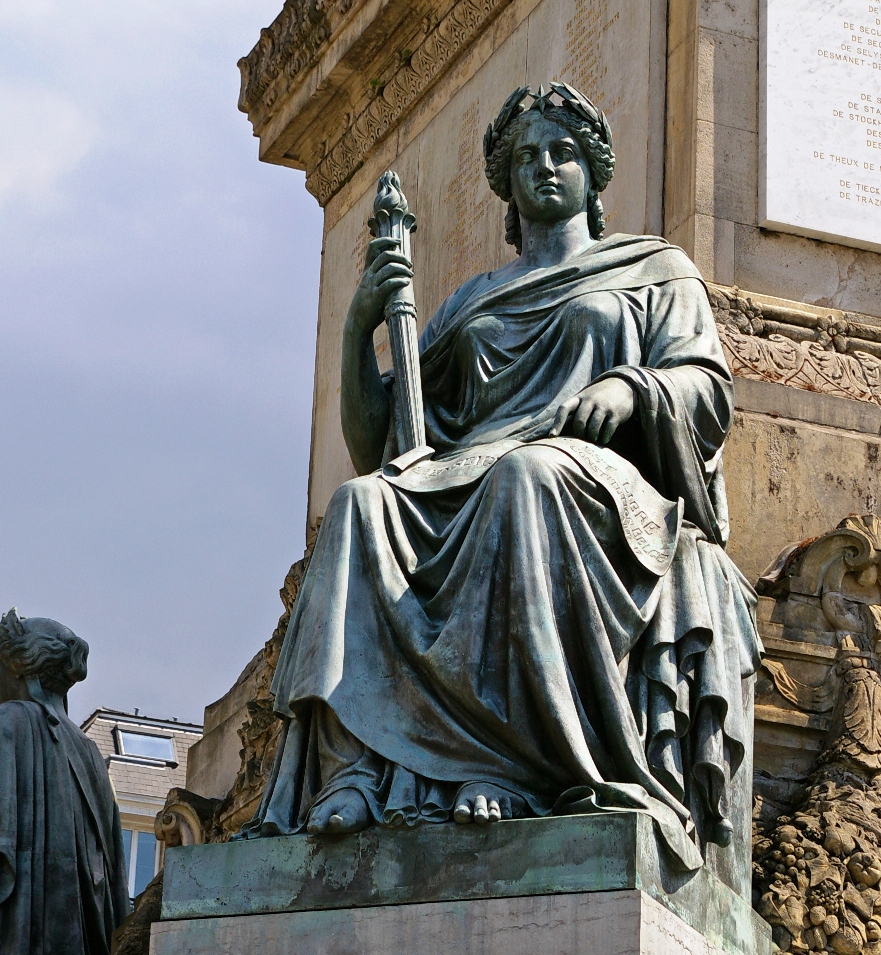
19世紀に作成されたベルギーのコングレ記念塔のLiberté de l'enseignement（教育の自由）の像

教育の自由は、法的概念であり、人権と基本的自由の保護のための条約（欧州人権条約）第1議定書2条、経済的、社会的及び文化的権利に関する国際規約（社会権規約）13条のほか、ベルギー憲法（旧17条、現24条）やオランダ憲法（23条）に規定されている。

## 諸外国

### 欧州
EFFE（European Forum for Freedom in Education）は、1989年に結成され、13か国69団体が加盟している。EFFEは、生徒と教員に対する自治が必要であると主張している。また、EFFEは、教育における多様性が重要であることを確認し、保護者が自らの通わせたい学校に子どもを通学させることができるよう選択することを認めている。

### オランダ
オランダでは、無償教育を国家が独占するという問題をめぐって、19世紀を通じて政治闘争が繰り広げられた。無償教育の国家独占は、「教育の自由」と「政教分離」（国家と教会との分離）の旗印のもとに反対された。この政治闘争は、「学校闘争」と呼称されている。オランダの解決策は、1917年以降、公立・私立を問わず全ての学校に平等に資金を提供することによって、学校と国家とを分離することであった。教育の自由は、オランダの教育全般において、多くの新しい類型の学校を設立する結果となった。教育の理想（マリア・モンテッソーリ、ルドルフ・シュタイナー、イエナプラン教育など）に触発された、新しい教育方法が導入された。また、学校に対しては、宗教に基づいて資金が提供されるようになった。イスラム諸国からの労働者の流入後、イスラム学校が導入された。2003年には、合計35のイスラム学校が運営されていた。しかし、2015年の調査によると、中等教育のための新しい学校の導入は困難であるとみられた。既存の地元学校を含む地域社会は、新しい学校の場所を探す手続を遅らせるなどして、新しい学校の導入に抵抗していた。
現在、学校における宗教教育の自由は、個人や団体が教える場合であっても、個人が学ぶ場合であっても、保障されている権利である。これは、子どもの権利を意味するものであるが、自らの尊重する信念や主義を子どもに教えさせる親の権利にも適用されるものと解釈することも可能である。
オランダ国内では、宗教学校の能力を制限することが問題となっている。その中には、正統派のユダヤ学校とイスラム学校がこの自由を享受することに対する深刻な脅威も含まれている。オランダ国内での一般的な態度の変化を受けて、教育の自由と、特に多くの保守的なイスラム学校における女性に対する差別禁止という他の権利とのバランスをめぐる論争が起きている。
また、オランダのほとんどの宗教学校は、それ以来、自分たちの部分集合の中で行動することをやめ、その結果、教育制度内での力が弱まった。多様性の増大と、非差別の至上命題とが相まって、オランダの保守的な考えを持つ宗教団体が自らの子どもたちを自らのやり方で教育する能力は、失われてしまった。

### フランス
フランスでは、1977年11月23日、憲法院が、1882年に制定されたフェリー法を根拠に、教育の自由は、フランス憲法に明記された基本的自由の一つであるとした。しかし、2021年8月13日、一部の法律アナリストの予想に反して、憲法院は、ホームスクーリングを認可制度に委ねることは違憲ではないとした。

### アメリカ
アメリカでは、約17％の学校が宗教に基づく学校である。しかし、アメリカは、宗教学校に通う家庭に対して、日常的な公的支援を行っていない。

### 南米
多くの南米諸国では、憲法によって学校の信教の自由が認められている。チリでは、国立学校と私立学校の双方に対して、全ての年齢で資金が提供されている。しかし、この地域のほとんどの学校では、カトリック以外の教えは存在しない。南米では、宗教的差別が依然としてある程度の頻度で存在しているが、バチカンの影響、プロテスタンティズムの普及、憲法改正の組み合わせによって、法的・社会的制約が克服されてきた。キリスト教以外の信仰を通じた教育の自由は、南米全域において、依然として争点となっている。

### 南アフリカ
南アフリカの宗教的権利と自由憲章（en:South African Charter of Religious Rights and Freedoms、SACRRF）15条は、他の法律に準拠していることを条件に、国立学校または私立学校における宗教的行事を認めている。

### オーストラリア
オーストラリアの公立学校（オーストラリアの教育）では、自由で開かれた宗教教育が法的に支持されているが、実際に適用されることは非常にまれである。しかし、19世紀以来一般的になっている「confessional」な方式による宗教教育も支持されている。この方式では、教会を訪問して学校で宗教の授業を行うことができる]。また、ニューサウスウェールズ州とビクトリア州にはイスラム教とユダヤ教の学校が多く存在する。オーストラリア政府は、私立学校に資金を提供しており、その対象の半数以上が宗教に基づくものである。

### イスラエル
イスラエルでは、現在、超正統派やアラブの学校の数が増加しているほか、保護者の特定の信条を反映した特別な私立学校や、エルサレム・アメリカン・インターナショナル・スクールなど、外国のカリキュラムに基づいた私立学校もある。しかしながら、超正統派の生徒の全国レベルでの合格率は、著しく低い。イスラエルは、少数民族であるアラブ人のための教育システムも運営しており、アラブ人の親を支援するために、自国の文化や歴史についての授業も行っている。しかし、ユダヤ人教育制度に対してより多くの資金が向けられているのではないかとの疑惑も存在している。2001年のヒューマン・ライツ・ウォッチの報告書では、アラブの学校の生徒たちは、少ない資源と粗末な施設のために、劣った教育を受けていると指摘されている。

### アラブ諸国
2012年にアメリカが資金拠出した報告によれば、アラブ諸国の女性が、スターコマース、10代の学び、ポップカルチャーの世界的リーダーとして第一線に返り咲くためには、女性の無力化が決定的な要因となっているにもかかわらず、アラブ世界においては、依然として機会均等が否定されている可能性がある、とされている。アラブ世界の教育は、過去10年間で進歩したが、国連教育科学文化機関（UNESCO）の新しい報告書によれば、教育の質は依然として低く、多くの子どもたちが初等教育を早期に卒業し、非識字率も比較的高いとされている。

## 日本
日本の憲法学、教育法学、教育学においては、「教育を受ける権利」（憲法26条1項）に関連して、「教育の自由」や「教育権」の概念が用いられているが、「教育の自由」と「教育権」の概念の内容は、いずれも明確ではないと指摘されている。「教育の自由」という概念は、「親の教育の自由」、「国民の教育の自由」、「教師の教育の自由」などと用いられているが、単に主体が異なるだけではなくて、その法的性格も異なる。
「親の教育の自由」について、旭川学テ事件の最高裁判決は、「主として家庭教育等学校外における教育や学校選択の自由に現れるものと考えられる」と判示している。このうち、「家庭教育」は、憲法以前の自然権ないしは自然権を実定法的に反映した民法上の親権であると捉えれば足りるのであって、親が子どもに対して有する権利を、あえて憲法上のものであると構成しなければならない理由はないとされる。また、「学校選択の自由」については、国が、私立学校制度を全廃するとか、私立学校への就学をもって就学義務を充たすとした制度（学校教育法施行令9条1項参照）を廃止した場合であっても、私立学校を選択する自由の中に、私学制度の維持を請求する権利までが当然に内包されているといえるかどうかについては、議論の分かれるところであるとされる。また、「学校における教育内容の選択の自由」を親の教育の自由として構成することができるかどうかについては、公権力の主体としての教育関係者（学校の設置者である国・地方公共団体のほか、学校、教師）による具体的な教育活動が憲法のいかなる規定に違反するのかを問えば足りるものであるから、あえてこれを「親の教育の自由」として構成しなければならない理由はないとされる。
なお、「教師の教育の自由」（教師の教育権）については、教師が学校教育制度という一定の「制度」の枠組みにある限りにおいて権限を有し義務を持つにすぎないことから、教師の教育権は、そのような制度的な制約のもとにおいてのみ成立するものであって、憲法上の「権利」ではなく、憲法以下の法規範が創設する実定法上の「権限」であるとされる。

## 学問の自由との関係
Right to Education Initiative（REI）は、教育の自由を「親が自らの信条に従って子どもの宗教的・道徳的教育を確認し、公的機関以外の学校を選択する自由」であると説明している。教育の自由には、国家が定めた学習の最低基準を遵守する教育機関を設立し、指導する、全ての人々の権利が含まれる。経済的、社会的及び文化的権利委員会（社会権規約委員会）の一般的意見13は、国家は、この権利が社会の特定の集団に対して教育機会の過度な格差を引き起こさないことを保障しなければならない、と規定している 。学問の自由は、研究、教育、対話、文書化、生産、執筆を共同または個人で実践し、発展させ、知識や考えを伝達する学問的共同体の構成員の自律性に関わる。学問の自由は、高等教育機関の独立性を求めるものである。18世紀の政治哲学者の現代的な解釈では、教育における自由とは、親が子どもの教育に対して責任を持つ必要性を示すものであり、政府は、家庭や個人に対して強制したり、直接的・間接的に学生の教育に資金を提供したりする権限や能力を持っていないと主張されている。このような概念は、親の権利を主張する団体によって、公立学校において特定の本を禁止したり、特定のトピックについて議論することを禁止したり、公立学校で教えられていることが気に入らない場合、私立学校に子どもを通わせるための資金を政府が家庭に対して与えるよう求めたりするために使用されてきた。